# バフチサライ条約 (1681年)
バフチサライ条約（ロシア語：Бахчисарайский договор）は、1681年1月23日にロシア・ツァーリ国とオスマン帝国の間に締結され、露土戦争 (1676年-1681年)を終結させた平和条約である。
ロシア側からヴァシリー・チャプキン大佐、ニキタ・ゾトフ書記、そしてコサック国家の書記セメン・ラコヴィチ記が調印した。オスマン側からクリミア・ハン国のムラド・ゲライ汗が調印した。批准は1682年に行われた。

## 概要
バフチサライ条約の条件は次のようなものであった。
- 有効期限は20年間
- ドニプロ川はロシア・オスマンの境界線とする。
- オスマン帝国は、ロシアによる左岸ウクライナのコサック国家の支配を承認する。右岸ウクライナのキエフ、ヴァスィリキウ、スタイキ、トリピッリャなどの都市をロシアのものとする。
- オスマン帝国は、ロシアによるウクライナ・コサックのシーチの支配を承認する。
- ロシア・ツァーリ国は、オスマン帝国による右岸ウクライナ、取り分けポジーリャ地方、南キエフ地方の支配を承認する。
- ロシア・ツァーリ国は、クリミア・ハン国に対し朝貢を再開する。
- 右岸ウクライナにおいて、ドニプロ川と南ブーフ川の間の地域は、無人の地域と定める。
- ウクライナ・コサックはドニプロ川の流域に自由に往来、狩猟、漁業などできるようになる。
- クリミア・タタールはドニプロ川の両岸に往来などできるようになる。

バフチサライ条約により、ウクライナのコサック国家の領域は、ロシア・ツァーリ国とオスマン帝国の間に分割された。ウクライナ国内でこの分割はイヴァン・サモイロヴィチ将軍による外交の過ちであると批難された。
ロシアの勢力は南ウクライナと黒海北岸地域まで拡大し、条約は左岸ウクライナにおけるロシアの支配体制を磐石にした。一方、オスマン帝国はロシアとの条約を利用してポーランド・リトアニア共和国に圧力をかけ、右岸ウクライナを巡る領土争いを続けた。